# История молодой девушки
«Исто́рия молодо́й де́вушки» (порт. História de menina e moça); другие названия: «Исто́рия де́вушки», «Ю́ная де́вушка»; «Кни́га томле́ния» (порт. Livro das Saudades), «Тоска́» или «Томле́ния» (порт. Saudades) — роман классика португальской литературы XVI века Бернардина Рибейру, написанный ритмизованной прозой ранее 1554 года. Определение жанра сочинения затруднено наличием характеристик как рыцарского и психологического (сентиментального), так пасторального и куртуазного романов. На русский язык произведение переведено О. А. Овчаренко (2000).

## Описание первых изданий и их названий
Поскольку авторская рукопись произведения не сохранилась, нам неизвестен ни его оригинальный вариант, ни авторское название. Имеются два расходящихся как текстуально, так и по объёму первых издания: первое опубликовано в Ферраре в 1554 году Авраамом Уске, второе напечатано в Эворе в 1557 году Андре де Бургосом (Андрэ из Бургоса?). Третье издание XVI века (Кёльн, 1559) в принципе воспроизводило феррарский текст. Как первое феррарское, так и второе эворское издания были выпущены в виде книжечки (порт. livrinho) небольшого формата (15—16 см.), сравнимым с размером карманной книги (англ. Pocket edition In octavo, 8°). Два сохранившихся списка рукописи сочинения — один переписан около 1545 года, второй датируется концом XVI века — совпадают с текстом феррарского издания.
В первом издании текст романа не был разбит на главы, кроме него публикация содержала 5 эклог и кантиги Бернардину Рибейру, приписанную Криштовану Фалкану эклогу «Кришфал» (Crisfal), а также кантиги и лирические сочинения иных жанров других авторов. В этой публикации имеется лакуна.
Второе издание представило расширенную версию романа из 2-х частей (31 глава в 1-й части и 58 глав во 2-й части) и 5 эклог Бернардина Рибейру. Разбивка по главам с их названиями появилась только в эворском издании. По мнению специалистов, это было сделано по воле издателя, хотя, помимо иных несовпадений, названия глав не соответствуют приводимому в них тексту, в частности в главах XVII—XIX, LII и LVII второй части. Исследователи сходятся во мнении, что, вне всяких сомнений, в эворском издании опубликованы главы продолжателей Рибейру, но до наших дней пока не оказалось возможным с полной уверенностью установить, какие из них написаны Рибейру, и какие — его учениками.
Феррарское и эворское издания отличаются не только композицией и объёмом романа, но также обладают различиями в его названии и даже в начальных строках текста:
- «Девочкой [почти ребёнком], девушкой увезли меня далеко от материнского дома» / Menina e moça me levaram de casa de minha mãe para muito longe («История молодой девушки», História de Menina e Moça, 1554)[9]
- «Юной девушкой увезли меня из дома моих родителей в далёкие земли»[10] / «Девочкой, молодой девушкой увезли меня в далёкие земли из отчего дома» / Menina e moça me levaram de casa de meu pai para longes terras («Тоска», Saudades, 1557)[11][2]

Несмотря на титульное название 2-го издания Saudades, пролог романа (1-я глава) предваряется заголовком Menina e moça; эта вступительная часть состоит из монолога молодой девушки и по своему стилю близка к кантиге о друге. Во втором издании появляются реминисценции из «Романа о Тристане» в прозе и заимствования из «Амадиса Гальского». Данные различия титульных листов двух первых изданий (феррарского и эворского) обусловили трудности точных переводов названий романа на русский язык: в первом случае при сочетании в оригинале слов «девочка» (порт. menina) (вероятно в значении «молодая», «юная») и «девушка» (порт. moça), во втором случае при многозначности понятия «саудаде». До первого перевода романа на русский язык О. А. Овчаренко («История молодой девушки», História de Menina e Moça) встречалось несколько вариантов его названия: «История девушки», «Юная девушка»; Saudades — «Томления», «Тоска»; Livro das Saudades — «Книга томления», «Книга печалей». Различие этих вариантов несколько пояснила Овчаренко: «<…> вообще же слово saudade — „тоска неясная о чём-то неземном“ — не поддаётся однозначному переводу на русский язык и считается одной из характерных черт португальской национальной психологии». К настоящему времени, несмотря на прецеденты, М. Ф. Надъярных зафиксировала передачу «История молодой девушки».
С конца главы II до заключения главы IV излагается диалог между юной девушкой (порт. donzela) и «дамой старых времён» (порт. dona de tempo antigo), где лиризм уступает место философии женских чувств: мужчинам, рыцарям романа, неведомы глубины любовных терзаний. Сентиментальная история Бинмардера и Аонии (Binmarder — Aónia) начинается в главе X и разворачивается до конца 1-й части. А. Ж. Сарайва полагал, что главы I—IX 2-й части с описанием истории любви Авалора и Аримы, составляют самостоятельную новеллу и напоминают одну из тем «Амадиса» или сцену из романов артуровского цикла.
Роман Рибейру создавался под влиянием психологической повести Джованни Боккаччо «Фьямметта» (1343, опубликована в 1472 году).

## Определение жанра
В ЭСБЕ фигурирует термин «роман в прозе» Saudades. Н. К. Державин отнёс произведение только к жанру пасторали и привёл одно из португальских названий без перевода на русский язык — Menina e Moça. З. И. Плавскин также писал о пасторали.
М. Менендес Пелайо не соглашался с мнением большинства критиков о том, что Б. Рибейру был автором первого пасторального романа Пиренейского полуострова, и расценил «Юную девушку» как единственное в своём роде сочинение, напитанное романтическим субъективизмом, в котором пасторальным является лишь сценарий, когда большая часть приключений относится к рыцарскому роману.
Вопреки утверждению М. Ф. Надъярных о том, что роман написан «в форме прозиметра», вставки поэзии в его тексте встречается только 3 раза. В действительности сочинение написано в стиле ритмизованной прозы. Согласно мнению большинства специалистов, Рибейру сперва стал известен как поэт, а на склоне лет перешёл к прозе. Один из наиболее авторитетных исследователей творчества Б. Рибейру А. Салгаду Жуниор отнёс произведение к жанру «сентиментального романа эпохи Возрождения».
Ж. А. Сарайва охарактеризовал сочинение как «роман о психологии любви», где в высшей степени выражено трагическое ощущение жизни, основным путеводным ориентиром которой является только любовь. «Это роман о любовной психологии в прозе, который в конечном итоге может рассматриваться как поэтический».
В этом отношении О. А. Овчаренко предпочла термин «психологический роман» при наличии бесспорных связей сочинения с рыцарским и пасторальным романом.

## Имена персонажей и прототипы
Незаконченный характер романа, текстуальные различия феррарского и эворского изданий, повсеместное использование анаграмм вместо принятых португальских имён, затруднившее точное установление прообразов героев, недостаток достоверных биографических сведений об авторе привели ещё к одному определению сочинения — роман с ключом (порт. Roman à clef).
Около двух столетий исследователи предлагают различные версии, но не могут точно определить, кто послужил прообразом Аонии, под которой подразумевается любовная привязанность романиста. В драме Алмейды Гарретта «Ауто о Жиле Висенте» (1842) описана легенда о взаимной любви Рибейру и инфанты доны Беатриш, дочери короля Мануэла Великолепного. Дамой сердца и роковой женщиной Бернардина Рибейру могла быть испанская принцесса Хуана Безумная; Жуана де Вильена (Joana de Vilhena), двоюродная сестра Мануэла Великолепного и жена 1-го графа ди Вимиозу (Conde de Vimioso); или же двоюродная сестра писателя Жуана Тавареш Загалу (Joana Tavares Zagalo).
Все исследователи сходятся во мнении, что переставленные буквы Bimarder 1-го издания (Bimnarder 2-го издания, также Binmarder) обозначают имя Bernardim (Бимардер — Бернардин), а Narbindel 2-го издания — Bernaldin, Берналдин. Автор рассказывает историю анаграммы. Безымянный рыцарь в 1-м издании и Нарбиндел из 2-го издания, влюбившись в Аонию, решил прекратить служение своей даме Круэлсии, но чтобы скрыть свой поступок, и чтобы его никто никогда больше не узнал, был вынужден сменить своё имя. Тут из лесу выскочил лесник в обгоревшей одежде. Он рубил дрова, но от пламени разведённого рядом костра занялась его одежда, так что от огня он получил ожог. Бросив своё занятие и забыв про дрова, лесник выбежал из леса. Будучи же спрошенным компаньоном: «Где же твои дрова?», ответил по-галисийски: «Я сгорел» (Bimarder), (порт. Queimado). Сгорающий от любви рыцарь решил взять это выражение в качестве своего нового имени. К. М. де Вашконселуш обратила внимание на то, что среди трубадуров Пиренеев был «сгоравший от любви» португалец, известный под прозвищем Руй Кеймаду.
Имена других персонажей — Aónia (Juana), Avalor (Álvaro), Arima (María), Enis (Inés), Tasbiam (Тasbião; Тажбиан — Bastian), Donanfer (Fernando Фернанду). Менендес Пелайо предполагал, что приключения скрытых за анограммами персонажей имеют некоторую историческую основу, ключ к расшифровке которой утерян, но для современников не было тайной то, что в произведении описана реальная история. Возможно поэтому в 1581 году Святая инквизиция запретила переиздание загадочного сочинения с завуалированными намёками на современников.
Отсутствие законченности произведения, темы включённых историй (новелл) и таинственная чувственная атмосфера обусловили многочисленные интерпретации текста, попытки исследователей разгадать его загадочный символизм. В настоящее время предполагается, что сочинение может представлять собой роман с ключом, являясь производным одного из двух факторов: а) неудачной любви Б. Рибейру; б) еврейского происхождения автора. Гипотезу о еврейском происхождении Рибейру выдвинул Тейшейра Регу (Teixeira Rego).

## Значимость и оценки
Произведения Бернардину Рибейру оказали сильное влияние на современников. Согласно М. Менендесу Пелайо, роман Б. Рибейру оказал бесспорное воздействие на Хорхе де Монтемайора при создании им первого пасторального романа на кастильском языке «Диана» (1559).
Отведенный творчеству писателя раздел своих очерков о португальской литературе О. А. Овчаренко начала словами: «Одной из вечных загадок португальской литературы и в то же время одним из самых выдающихся её произведений, таящим в себе неповторимые черты национального своеобразия и одновременно выводящим родную литературу на мировой уровень, является роман Бернардину Рибейру „История молодой девушки“». Литературовед отметила, что его автор «превосходит не только своих испанских предшественников, но и Боккачо».
Е. М. Вольф писала: «Сочетая синтаксические приёмы с оригинальным и точным подбором лексики, Б. Рибейру создал особый стиль психологического по содержанию повествования, которое оказало заметное влияние на более позднюю португальскую литературу».

## Издания
- Ribeiro B. Hystoria de menina e moça : por Bernardim Ribeyro agora de nouo estampada e con summa deligencia emendada. E assi algu[m]as Eglogas suas com ho mais que na pagina seguinte se uera :  [порт.] / Bernaldim Ribeyro. — 1.ª edição. — Ferrara : Abramo Usque, 1554. — (CLXVII [1] f.) 334 p.
- Ribeiro B. Primeira e segu[nda parte do liuro chamado as Saudades de Bernardim Ribeiro com todas suas obras] : treladado de seu proprio original. Nouamente impresso :  [порт.] / Bernardim Ribeiro. — 2.ª edição. — Euora : em casa de Andre de Burgos, 1557. — (cclxxxj, [4] f.) 562 p.

1-е дипломатическое издание
- Ribeiro B. Hystoria de menina e moça // Obras : Nova edição conforme a edição de Ferrara preparada e revista por Anselmo Braamcamp Freire e prefaciada por D. Carolina Michaëlis de Vasconcelos :  [порт.] : in 2 vol. / Bernardim Ribeiro, Cristvão Falcão / Anselmo Braamcamp Freire, Carolina Michaëlis de Vasconcellos. — 2.ª edição. — Coimbra : Imprensa da Universidade, 1932. — Vol. 2. — 159 p. — (Biblioteca de Escritores Portugueses). — 50 экз. 1.ª edição 1923.

## Переводы
- Рибейру Б. История молодой девушки = História de Menina e Moça / Пер. с португ., предисл. и коммент. О. А. Овчаренко. — М. : Голос, 2000. — 238 с. — ISBN 5-7117-0369-2.